# Un amour de gosse
Pour plus de détails, voir Fiche technique et Distribution.
Un amour de gosse (titre original : Little Miss Roughneck) est un film américain en noir et blanc réalisé par Aubrey Scotto, sorti en 1938.

## Synopsis
Foxine, talentueuse chanteuse de dix ans, et sa mère Gertrude, sont prêtes à tout pour que Foxine se lance dans le show business. Ensemble, elles mettent au point un simulacre de kidnapping qui constituerait une bonne publicité pour la fillette. Foxine monte donc à bord d'un train de marchandises, et une demande de rançon est laissée dans sa chambre. Mais Gertrude est arrêtée par la police. Au bout de plus de cent kilomètres, Foxine descend du train en pleine campagne et est surprise de ne pas voir sa mère. Elle est recueillie par le brave Pascual Orozco et sa famille à qui elle dit qu'elle s'est échappée de l'orphelinat. Pascual essaie de l'y ramener mais Foxine lui vole sa voiture. Pascual est alors arrêté pour enlèvement d'enfant. Une foule veut le pendre...

## Fiche technique
- Titre français : Un amour de gosse
- Titre original : Little Miss Roughneck
- Réalisation : Aubrey Scotto
- Scénario : Fred Niblo Jr., Grace Neville
- Photographie : Benjamin Kline
- Montage : James Sweeney
- Direction artistique : Stephen Goosson
- Costume : Robert Kalloch
- Producteur : Wallace MacDonald
- Société de production et de distribution : Columbia Pictures
- Pays d'origine :  États-Unis
- Langue d'origine : anglais
- Format : noir et blanc - pellicule : 35 mm - projection : 1.37:1 - son : Mono
- Genre : Comédie dramatique musicale
- Durée : 64 minutes
- Dates de sortie :
  - États-Unis : 23 janvier 1938
  - France : 22 septembre 1939

## Distribution
- Edith Fellows : Foxine LaRue
- Julie Bishop (créditée Jacqueline Wells) : Mary LaRue
- Margaret Irving : Gertrude LaRue
- Leo Carrillo : Pascual Orozco
- Inez Palange : Mercedes Orozco
- George McKay : Phil Edwards
- Thurston Hall : Joe Crowley
- Frank C. Wilson : DeWilde
- John Gallaudet : Larkin
- Walter O. Stahl : Von Hemmer (crédité Walter Stahl)
- Ivan Miller : Yerkes
- Al Bridge : le shériff
- Wade Boteler : l'inspecteur de police Carr
- Guy Usher : la capitaine de police Dorm